# Thập niên 1380
Thập niên 1380 là thập niên diễn ra từ năm 1380 đến 1389.